# Karwin (Petite-Pologne)
Pour les articles homonymes, voir Karwin.
Karwin est une localité polonaise de la gmina de Koniusza, située dans le powiat de Proszowice en voïvodie de Petite-Pologne.